# Black Girls Code

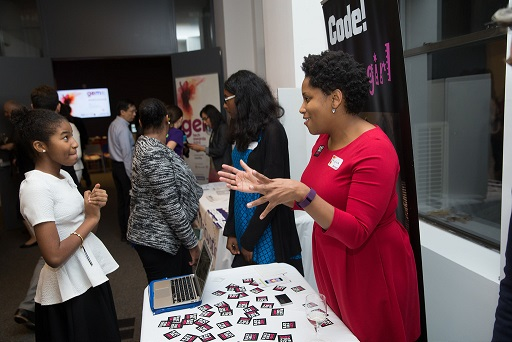
Un stand de Black Girls Code en los premios GEM-TECH 2015 organizados por la UIT.

Black Girls Code (BGC) es una organización sin ánimo de lucro enfocada en involucrar a niñas afroamericanas y otras jóvenes de color con educación en programación de ordenadores para impulsar sus carreras en tecnología. La organización ofrece programación y codificación de ordenadores, así como creación de sitios web, robots y aplicaciones móviles, con el objetivo de introducir a un millón de niñas a la tecnología para 2040. Kimberly Bryant, una ingeniera eléctrica que había trabajado en biotecnología durante más de 20 años, fundó Black Girls Code en 2011 para rectificar la falta de representación de niñas y mujeres afroamericanas en las carreras tecnológicas. En octubre de 2023, Cristina Jones asumió la posición de directora ejecutiva, proveniente de la empresa Salesforce.

## Programas
Con sede en Oakland, California, la organización llegó a 2000 participantes en agosto de 2013 dentro de las siete instituciones establecidas, operando en siete estados de los EE. UU., así como en Johannesburgo, Sudáfrica. Para diciembre de 2019, BGC tenía 15 capítulos.
BGC depende de una red de voluntarios que se encargan de diseñar y realizar clases talleres. Estos profesionales de TI enseñan a las participantes habilidades en desarrollo de páginas web, aplicaciones y juegos; inteligencia artificial (IA); codificación de arte y música; lenguajes de codificación (tales como HTML/CSS, JavaScript, Python); codificación basada en bloques; y entornos de desarrollo integrados (es decir, Scratch, p5.js, MIT App Inventor, Repl.it, EarSketch).
En 2023, BGC, en asociación con GoldieBlox, lanzó CODE Along, una serie de vídeos con tutoriales de codificación.

## Historia

### Fundación
Bryant pensó en crear BGC después de que su hija jugadora de videojuegos, Kai, fuera a un campamento de verano de informática y volviera decepcionada con la experiencia. Su hija era una de las pocas niñas que estaban en el campamento y era la única niña afroamericana. También señaló que los consejeros prestaban mucha más atención a los niños que estaban en el campamento que a las pocas niñas que había allí. En una entrevista con la revista Ebony, Bryant señaló: "Quería encontrar una manera de involucrar e interesar a mi hija para que se convirtiera en creativa digital en lugar de simplemente consumidora de contenidos, y no encontré otros programas dirigidos a niñas como ella de comunidades infra representadas”.
En 2011, Bryant convenció a sus colegas de Genentech para que crearan un plan de estudios de codificación de seis semanas para Girls of Color. Su primera serie educativa comenzó en el sótano de una institución de preparación universitaria y asistieron una docena de niñas, incluida su hija. En enero de 2012, una empresa de consultoría tecnológica llamada ThoughtWorks invirtió en la iniciativa de Bryant, brindando acceso a otro espacio y a más recursos.

### Cambio de liderazgo
Bryant fue destituida como jefa de la organización por la junta en 2021 a raíz de quejas relacionadas con su conducta. Más adelante, la organización demandó a Bryant por "secuestro" de su sitio web, mientras que ella también presentó una demanda federal acusando a los miembros de la junta de difamación, represalias y despido injustificado de su puesto como directora ejecutiva.
En octubre de 2023, la junta directiva de Black Girls Code nombró a la exejecutiva de Salesforce Cristina Jones como su nueva directora ejecutiva.

## Premios y subvenciones
BGC recibió una subvención de 50.000 dólares de la campaña comunitaria de desarrollo Azure (AzureDev) de Microsoft en enero de 2014. Bryant también recibió una O-vación de pie" presentada por Oprah Winfrey y Toyota en noviembre de 2014.
En agosto de 2015, Bryant rechazó una subvención de 125.000 dólares de la aplicación de viajes compartidos Uber, calificando la oferta de falsa e "impulsada por las relaciones públicas". También criticó a Uber por ofrecer a Girls Who Code 1,2 millones de dólares, una cantidad casi diez veces mayor.
En febrero de 2018, BGC anunció una asociación con el competidor de Uber, Lyft, como parte de su programa Round Up & Donate.